# Ectemnoplax ceylonica
Ectemnoplax ceylonica är en stekelart som först beskrevs av Cameron 1897.  Ectemnoplax ceylonica ingår i släktet Ectemnoplax och familjen bracksteklar. Inga underarter finns listade i Catalogue of Life.